# Manuel Carballo
Manuel Carballo Martínez (Madrid, 23 de novembro de 1982) é um ginasta espanhol que compete em provas de ginástica artística.
Manuel fez parte da equipe espanhola que disputou os Jogos Olímpicos de Pequim, em 2008, China.

## Carreira
Carballo iniciou no desporto aos sete anos, por influência de sua família. Seu pai, Sr. Jesus, é treinador da equipe nacional espanhola. O irmão mais velho, Jesus Carballo, foi campeão mundial em 1996; e o mais novo, Javier, também é membro da equipe nacional. Em 1998, aos dezesseis anos, entrou para a equipe principal do país, disputando seu primeiro evento internacional.
Em 2005, disputou o Campeonato Europeu de Debrecen,- que não contou com a prova coletiva. Nele, conquistou a medalha de ouro nas barras paralelas, somando 9,712 pontos; o francês Yann Cucherat foi prata, e o esloveno Mitja Petkovsek foi bronze. Na etapa de Copa do Mundo, em São Paulo, conquistou a medalha de bronze nas barras paralelas, e a sexta colocação no cavalo com alças. Na etapa seguinte, em Maribor, foi medalhista de prata nas paralelas, e bronze na barra fixa.
No ano posterior, competindo na Final da Copa do Mundo de São Paulo, só terminou na sétima colocação em seu principal aparelho; somando 14,600 pontos, o chinês Li Xiaopeng conquistou a medalha de ouro. Em 2007, no Mundial de Stuttgart, foi sétimo colocado na prova coletiva,- obtendo a classificação para os Jogos Olímpicos de 2008. Individualmente, não avançou para as finais, sendo 28º colocado nas barras paralelas e 18º nas argolas.
Em 2008, competindo no Europeu de Lausanne, não passou da fase de classificação, sendo 28º nas argolas. Na etapa de Copa do Mundo de Barcelona, terminou medalhista de bronze nas paralelas, em prova vencida pelo chinês Feng Zhe. Em agosto, em sua primeira aparição olímpica, nos Jogos Olímpicos de Pequim, ao lado de Rafael Martinez, Gervasio Deferr, Isaac Botella, Iván San Miguel e Sergio Munoz, conquistou a 11ª colocação na prova coletiva, não indo a final. Individualmente, foi 36º nas barras paralelas e 28º no cavalo com alças. Como último evento do ano, deu-se a Final da Copa do Mundo de Madrid, sendo quinto colocado nas paralelas. Abrindo o calendário competitivo de 2009, Manuel disputou o Campeonato Mundial de Londres. Nele, novamente não foi a nenhuma final, sendo 48º colocado na prova do cavalo com alças.

## Principais resultados
| Ano  | Evento                                    | AA               | Equipe          | Solo | Cavalo com alças | Argolas | Salto sobre o cavalo | Barras paralelas  | Barra fixa        |
| ---- | ----------------------------------------- | ---------------- | --------------- | ---- | ---------------- | ------- | -------------------- | ----------------- | ----------------- |
| 2005 | Campeonato Europeu                        |                  |                 |      |                  |         |                      | Medalha de ouro   |                   |
| 2005 | Copa do Mundo - São Paulo                 |                  |                 |      | 6º               |         |                      | Medalha de bronze |                   |
| 2005 | Jogos do Mediterrâneo                     | Medalha de prata | Medalha de ouro |      |                  |         |                      | Medalha de bronze |                   |
| 2005 | Copa do Mundo - Maribor                   |                  |                 |      |                  |         |                      | Medalha de prata  | Medalha de bronze |
| 2006 | Copa do Mundo - São Paulo                 |                  |                 |      |                  |         |                      | 7º                |                   |
| 2007 | Campeonato Mundial de Ginástica Artística |                  | 7º              |      |                  | 18º     |                      | 28º               |                   |
| 2008 | Campeonato Europeu                        |                  |                 |      |                  | 28º     |                      |                   |                   |
| 2008 | Copa do Mundo - Barcelona                 |                  |                 |      |                  |         |                      | Medalha de bronze |                   |
| 2008 | Jogos Olímpicos                           |                  | 11º             |      | 28º              | 37º     |                      | 36º               |                   |
| 2008 | Copa do Mundo - Madrid                    |                  |                 |      |                  |         |                      | 5º                |                   |
| 2009 | Jogos do Mediterrâneo                     |                  |                 |      |                  |         |                      | Medalha de ouro   |                   |
| 2009 | Campeonato Mundial de Ginástica Artística |                  |                 |      | 48º              |         |                      |                   |                   |
| 2010 | Campeonato Europeu                        |                  | 4º              | 7º   |                  |         |                      | 7º                |                   |